# Walter Lindemann
Walter Lindemann (* 25. März 1893 in Halberstadt; † 18. September 1985 in Halle (Saale)) war ein deutscher Kommunist, Pädagoge, Hochschullehrer, Politiker und Aktivist der Freidenkerbewegung.

## Leben
Lindemann wuchs als Sohn eines Halberstädter Fabrikbesitzers und seiner Frau auf. Nach dem Abitur am Halberstädter Domgymnasium im Jahre 1911 studierte er deutsche und englische Sprache, Geschichte sowie Philosophie in Freiburg, München und Marburg. 1915 erhielt er die Lehrbefähigung, von 1916 bis 1918 war er Referendar in Kassel. Zum 1. April 1918 kam er als Oberlehrer an die Arnoldischule in Gotha, 1922 wurde er Studienrat.
Im Jahre 1922 war Lindemann einer der Mitbegründer der „Freien Lehrergewerkschaft Deutschlands“ und Mitglied der „Internationalen Bildungsarbeiter“. Deren deutsche Sektion hatte ihren Sitz in Gotha und wurde von seiner Frau Anna Lindemann geleitet. In Thüringen war der Freidenkerunterricht besonders erfolgreich, welcher besonders in den proletarischen Familienfeiern und insbesondere den Jugendweihen bedeutende Impulse bekam. Nachdem im Mai 1926 die Programmbroschüre der „Gemeinschaft proletarischer Freidenker“ mit einem Vorwort von ihm erschien, in dem er über ergebnislos verlaufende Programmdiskussion bei Leipziger Generalversammlung zu Ostern 1924 berichtete, wirkte dieses beschleunigend auf die Vereinigung der beiden größten deutschen Freidenkerverbände, der Gemeinschaft proletarischer Freidenker und des 1905 in Berlin gegründeten „Verein der Freidenker für Feuerbestattung“ zum „Verband für Freidenker und Feuerbestattung“, der sich ab 1930 „Deutscher Freidenker-Verband“ nannte und zeitweilig ca. 700.000 Mitglieder hatte. Dieser ist noch heute innerhalb des Humanistischen Verband Deutschlands aktiv. Lindemann war auch Gründungsmitglied der KPD in Gotha.
1933 wurde Lindemann von den Nationalsozialisten aus seiner Tätigkeit als Studienrat an der Arnoldischule entlassen und seiner Pensionsrechte und gesamten Bibliothek beraubt. 1935/36 arbeitete er zunächst als Lehrer für Fürsorgekinder auf dem Jugendhof im mecklenburgischen Klein-Bengerstorf, danach als Privatlehrer in Bielefeld. Nach dem Ende des Zweiten Weltkriegs kehrte er mit seiner Frau nach Gotha zurück und war als Oberregierungsrat im Thüringer Bildungsministerium tätig. 1948 wurde er als ordentlicher Professor an die Gesellschaftswissenschaftliche Fakultät der Universität Jena berufen, an der er seit 1946 einen Lehrauftrag hatte. 1949 erhielt er eine Professur für Pädagogik an der Hochschule Halle. 1961 wurde er mit dem Vaterländischen Verdienstorden in Silber ausgezeichnet.

## Ehrungen
In Gotha ist eine Straße nach Lindemann benannt.

## Schriften
- Walter und Anna Lindemann: Die proletarische Freidenker-Bewegung: Geschichte, Theorie und Praxis (Programm-Broschüre). Freidenker-Verlag, Leipzig 1926; Nachdruck mit einem Nachwort von Henning Eichberg. Atalas, Münster 1980 (in der Reihe Arbeiterkultur, Band 2), ISBN 3-88561-003-5.